# Kirta
Kirta (mađ. Erdőkürt) je selo na sjevernom dijelu istočne polovine Mađarske. Uz granicu s Peštanskom županijom, sjeverno od hrvatskog prstena naselja. Kirtanski je hrvatski toponim zabilježio Živko Mandić u podunavskom selu Senandriji.

## Upravna organizacija
Upravno pripada pastanska mikroregiji u Nogradskoj županiji. U selu djeluje slovačka manjinska samouprava. Poštanski je broj 2176.

## Stanovništvo
U Kirti je prema popisu 2001. živjelo 607 stanovnika, većinom Mađara, 40% Slovaka, 1% Slovenaca i drugih.